# Sertularia fabricii
Sertularia fabricii is een hydroïdpoliep uit de familie Sertulariidae. De poliep komt uit het geslacht Sertularia. Sertularia fabricii werd in 1893 voor het eerst wetenschappelijk beschreven door Levinsen. 